# Campeonato Africano de Hóquei em Patins
O Campeonato Africano de Hóquei em Patins é a principal competição de Hóquei em Patins ao nível de países que se realiza em África. É organizado pela World Skate Africa – Rink Hockey. 
A primeira edição decorreu em Angola em 2019 e qualificou para os Jogos Mundiais de Patinagem. De acordo com algumas regras, decretadas pela World Skate, os apuramentos, à semelhança de outras modalidades, passaram a ser garantidos através de eliminatórias continentais.
Em 2023 no Cairo foi a primeira edição dos sub-19 masculinos e a segunda edição dos séniores. Ficou marcado pela desistencia de Moçambique nas duas categorias. 

## Países inscritoss
Angola
 Moçambique
 Egito
 África do Sul
 Benim
 República do Congo

## Vencedores Séniores
| Ano  | País sede | Campeão | Vice-campeão | 3.º           | 4.º |
| ---- | --------- | ------- | ------------ | ------------- | --- |
| 2023 | Cairo     | Angola  | Egito        | África do Sul |     |
| 2019 | Luanda    | Angola  | Moçambique   | Egito         |     |

## Vencedores Sub-19
| Ano  | País sede | Campeão | Vice-campeão | 3.º           | 4.º |
| ---- | --------- | ------- | ------------ | ------------- | --- |
| 2023 | Cairo     | Angola  | Egito        | África do Sul |     |

### Sítios Angolanos
- Federação Angolana de Hóquei Patins
- ANGOP, Angência Angola Press com atualidade do Hóquei Patins neste País
- Jornal de angola
- Sapo Desporto
- Jornal dos Desportos

### Sítios Moçambicanos
- Federação Moçambicana de Patinagem
- Jornal de Notícias de Moçambique com actualidade do Hóquei Patins neste País
- O Pais
- Sapo Desporto

### Internacional
- rinkhockey.net
- HóqueiPatins.pt
- Plurisports
- Hoqueipt
- Hardballhock-World Roller Hockey
- Inforoller World Roller Hockey